# Liste der Monuments historiques in Clermont-en-Argonne
Die Liste der Monuments historiques in Clermont-en-Argonne führt die Monuments historiques in der französischen Gemeinde Clermont-en-Argonne auf.

## Liste der Bauwerke
| Bezeichnung         | Beschreibung                                                             | Standort                                         | Kennzeichnung | Schutzstatus | Datum | Bild           |
| ------------------- | ------------------------------------------------------------------------ | ------------------------------------------------ | ------------- | ------------ | ----- | -------------- |
| Kirche St-Didier    | erbaut im 14. und 16. Jahrhundert                                        | Clermont-en-Argonne, rue Casimir Bonjour (Lage)  | PA00106507    | Classé       | 1908  | weitere Bilder |
| Fachwerkhaus        | erbaut im 16. und 18. Jahrhundert                                        | Vraincourt, 6 route de Clermont (Lage)           | PA00106688    | Inscrit      | 1990  |                |
| Plateau Sainte-Anne | unterirdische Schutzbauten des Ersten Weltkriegs, zwischen 1914 und 1918 | Clermont-en-Argonne, südlich des Ortes (Lage)    | PA00106508    | Classé       | 1922  |                |
| Motte               | erbaut im 11. Jahrhundert                                                | Vraincourt, nordwestlich des Ortes (Lage)        | PA00106689    | Inscrit      | 1990  |                |
| Taubenturm          | erbaut 1633                                                              | Auzéville-en-Argonne, rue Basse Auzéville (Lage) | PA55000005    | Inscrit      | 1997  |                |

## Liste der Objekte
| Bezeichnung                                       | Beschreibung                                                                               | Standort                                                  | Kennzeichnung | Schutzstatus    | Datum     | Bild |
| ------------------------------------------------- | ------------------------------------------------------------------------------------------ | --------------------------------------------------------- | ------------- | --------------- | --------- | ---- |
| Skulptur Madonna mit Kind                         | Stein, farbig gefasst, 14. Jahrhundert                                                     | Parois, in der Kirche St-Vannes (Lage)                    | PM55001207    | Classé          | 1996      |      |
| Skulptur Heiliger Gorgonius                       | Stein, farbig gefasst, 17. oder 18. Jahrhundert                                            | Auzéville-en-Argonne, in der Kirche St-Gorgon (Lage)      | PM55001480    | Inscrit         | 1993      |      |
| Grabstein für Louis Noël Caillet                  | Kalkstein, bezeichnet 1849                                                                 | Clermont-en-Argonne, auf dem Friedhof (Lage)              | PM55001715    | Inscrit         | 1996      |      |
| Gemälde Enthauptung von Johannes dem Täufer       | Ölfarbe auf Leinwand, 17. Jahrhundert                                                      | Clermont-en-Argonne, in der Kirche St-Didier (Lage)       | PM55001716    | Inscrit         | 1992      |      |
| Epitaph für Stanislas Catherine d’Anthouard       | Stein, bemalt, bezeichnet 1782                                                             | Vraincourt, in der Kirche St-Rémi (Lage)                  | PM55001721    | Inscrit         | 1997      |      |
| 16 Gemälde                                        | Ölfarbe auf Leinwand, 17. bis 19. Jahrhundert                                              | Clermont-en-Argonne, im Hôtel de Ville (Lage)             | PM55002607    | Inscrit         | 2005      |      |
| Gemälde Heiliger Benedikt und heilige Scholastika | Ölfarbe auf Leinwand, 18. Jahrhundert                                                      | Clermont-en-Argonne, in der Kirche St-Didier (Lage)       | PM55000948    | Classé          | 1994      |      |
| Glocke                                            | Bronze, 1771 gegossen; schmiedeeiserner Klöppel, hölzernes Joch                            | Auzéville-en-Argonne, in der Kirche St-Gorgon (Lage)      | PM55001128    | Classé          | 1997      |      |
| Konsole                                           | Holz, 18. Jahrhundert                                                                      | Auzéville-en-Argonne, in der Kirche St-Gorgon (Lage)      | PM55000021    | Classé          | 1970      |      |
| Schloss des Turmportals                           | Schmiedeeisen, 16. oder 17. Jahrhundert                                                    | Clermont-en-Argonne, in der Kirche St-Didier (Lage)       | PM55001717    | Inscrit         | 1992      |      |
| Skulptur Madonna mit Kind und Vogel               | Stein, Ende des 15. Jahrhunderts                                                           | Vraincourt, in der Kirche St-Rémi (Lage)                  | PM55001720    | Inscrit         | 1981      |      |
| Skulptur Madonna mit Kind                         | Stein, 14. Jahrhundert                                                                     | Clermont-en-Argonne, außen an der Kirche St-Didier (Lage) | PM55000151    | Classé          | 1907      |      |
| Drei Skulpturen                                   | Stein und Holz, farbig gefasst, 16. oder 17. Jahrhundert                                   | Clermont-en-Argonne, in der Kapelle Ste-Anne (Lage)       | PM55000154    | Classé          | 1905      |      |
| Skulptur Heilige Anna und Maria                   | Eichenholz, 16. Jahrhundert                                                                | Clermont-en-Argonne, in der Kirche St-Didier (Lage)       | PM55001718    | Inscrit         | 1992      |      |
| Skulptur Unterweisung Mariens                     | Holz, 15. Jahrhundert                                                                      | Clermont-en-Argonne, in der Kirche St-Didier (Lage)       | PM55001719    | Inscrit         | 2001      |      |
| Lothringer Truhe                                  | Eichenholz, Schmiedeeisen, 18. Jahrhundert                                                 | Clermont-en-Argonne, im Maison de Retraite (Lage)         | PM55001723    | Inscrit         | 1992      |      |
| Epitaph für François-Joseph Chaudron              | Marmor, bezeichnet 1598                                                                    | Jubécourt, in der Kirche St-Michel (Lage)                 | PM55001725    | Inscrit         | 1991      |      |
| Taufbecken                                        | Holz, bemalt, 18. Jahrhundert                                                              | Jubécourt, in der Kirche St-Michel (Lage)                 | PM55001936    | Inscrit         | 1993      |      |
| Nikolausaltar                                     | linker Seitenaltar; Holz, bemalt und vergoldet, 18. Jahrhundert                            | Auzéville-en-Argonne, in der Kirche St-Gorgon (Lage)      | PM55001419    | Inscrit         | 1976      |      |
| Lothringer Schrank                                | Eichenholz, Messing, 18. Jahrhundert                                                       | Clermont-en-Argonne, im Maison de Retraite (Lage)         | PM55001722    | Inscrit         | 1992      |      |
| Epitaph für Jean Le Moleur                        | Kalkstein, bezeichnet 1636                                                                 | Jubécourt, in der Kirche St-Michel (Lage)                 | PM55001724    | Inscrit         | 1991      |      |
| Gedenkstein an die Erneuerung des Chors           | Kalkstein, bezeichnet 1547                                                                 | Jubécourt, in der Kirche St-Michel (Lage)                 | PM55001726    | Inscrit         | 1991      |      |
| Glocke                                            | Bronze, 1782 gegossen                                                                      | Jubécourt, in der Kirche St-Michel (Lage)                 | PM55001935    | Inscrit         | 1993      |      |
| Sakramentsbaldachin                               | Seide, bestickt, um 1800                                                                   | Jubécourt, in der Kirche St-Michel (Lage)                 | PM55000947    | Classé          | 1993      |      |
| Grabdenkmal für Claude de La Vallée               | Stein, bezeichnet 1548                                                                     | Clermont-en-Argonne, in der Kirche St-Didier (Lage)       | PM55000152    | Classé          | 1948      |      |
| Grablegungsgruppe                                 | Terrakotta, 16. Jahrhundert, eventuell von Ligier Richier; 1914 zerstört, 1995 restauriert | Clermont-en-Argonne, in der Kapelle Ste-Anne (Lage)       | PM55000153    | Classé gelöscht | 1907 1951 |      |
| Hauptaltar                                        | mit Baldachin; Holz, farbig gefasst, 1656                                                  | Jubécourt, in der Kirche St-Michel (Lage)                 | PM55000155    | Classé          | 1961      |      |